# Karl Souradny
Karl Souradny (* 27. September 1904 in Saaz (Böhmen); † 3. November 1973) war ein deutscher Architekt, der in der DDR durch seine Mitarbeit bei der Stalinallee und seine Sportbauten Bedeutung erlangte.

## Leben und Wirken

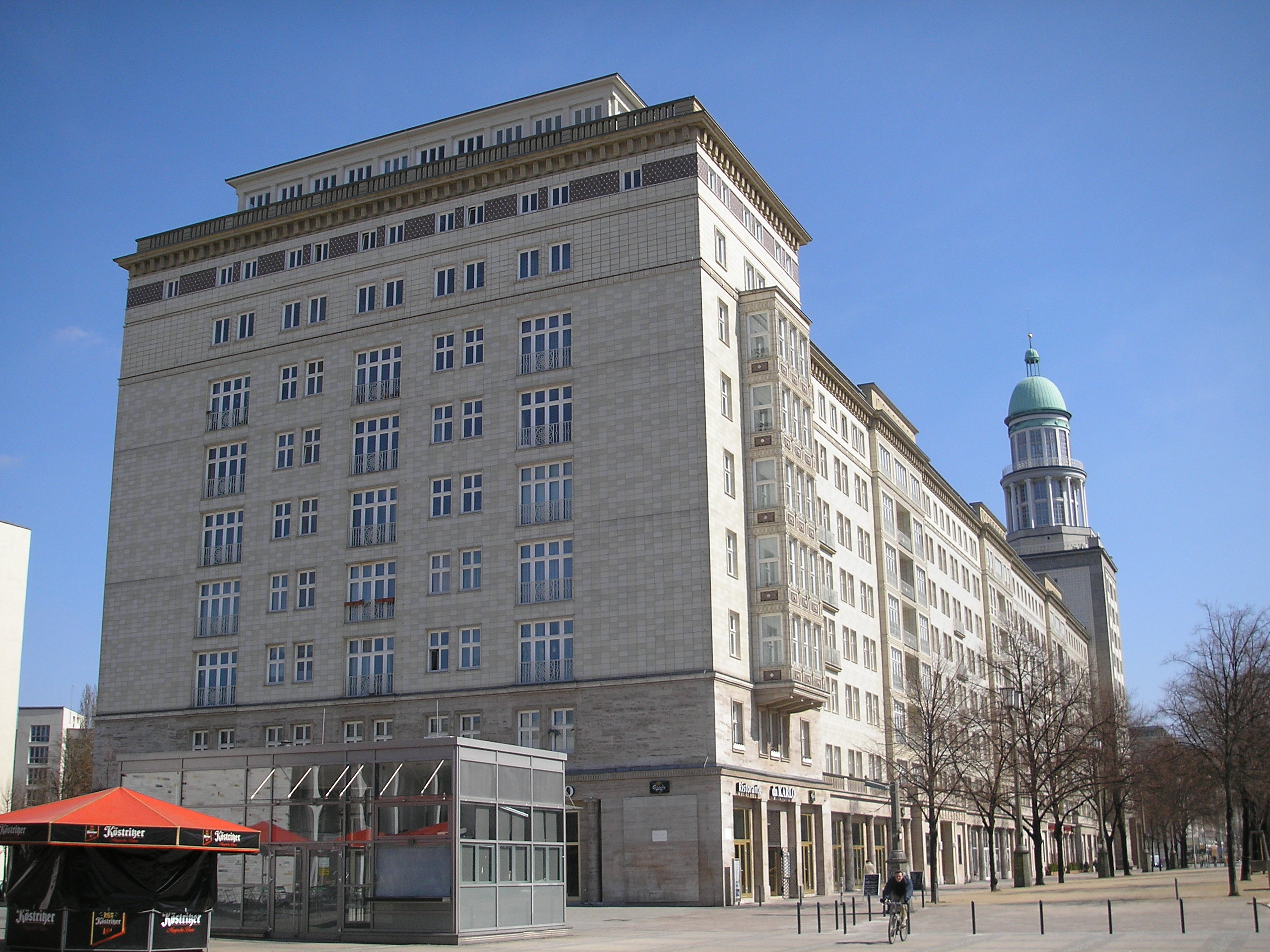
Block F Nord der Karl-Marx-Allee, Foto von 2006

Karl Souradny wurde 1904 als Sohn eines Eisenbahnangestellten in Saaz geboren. Nach seiner Schulzeit absolvierte er zunächst ein Praktikum als Zimmermann. Von 1920 bis 1924 besuchte Souradny die Staatsgewerbeschule in Pilsen und studierte danach Architektur an der Tschechischen Technischen Hochschule Prag. Nach Abschluss 1931 sammelte er bis 1935 im Rahmen einer Anstellung in einem Prager Architekturbüro erste Berufserfahrungen im Wohnungsbau. Souradny beschäftigte sich dort außerdem mit Brücken- und Fabrikbauten. Karl Souradny zog 1936 nach Leipzig, wo er bis 1941 bei einem Architekten Richter tätig war. Über seinen Berufsweg zwischen 1941 und 1945 liegen keine eindeutigen Angaben vor.
Ab dem Ende des Zweiten Weltkriegs war Karl Souradny beim Leipziger Hochbauamt angestellt. Bekannt wurde er durch den beim Wettbewerb für die Bebauung der Stalinallee 1951 gemeinsam mit Heinz Auspurg und Werner Burghardt erlangten 4. Platz. Die Wettbewerbsauswertung und die Vergabe der einzelnen Bauabschnitte führten zu Ausführungsaufträgen an Souradny und sein Kollektiv für die Blöcke F Nord und Süd.
Neben Wohnungsbauten hatte sich Souradnys Kollektiv auf Schwimm- und Sportbauten spezialisiert. Für das Friedrich-Friesen-Schwimmstadion mit 8.000 Zuschauerplätzen im Berliner Volkspark Friedrichshain, für die III. Weltfestspiele der Jugend und Studenten errichtete, lieferten sie die Pläne. Nach Schließung des Stadions 1989/90 und fortschreitender Verwahrlosung wurde es 1999 abgerissen. Übriggeblieben sind zwei Torpfosten des westlichen Stadioneingangs mit darauf montierten Laternen. Ein ähnliches Projekt verwirklichten Souradny und seine Mitarbeiter mit dem Schwimmstadion auf dem Sportforum Leipzig, das 2004 bis auf eine Tribüne abgetragen worden ist.
1954 bis 1956 leitete Karl Souradny den anlässlich des II. Turn- und Sportfests erfolgten Bau des Leipziger Zentralstadions. In dieser Zeit wurde nach seinen Plänen auch das Schauspielhaus auf den Fundamenten des zerstörten Central-Theaters neu errichtet. Nach Fertigstellung des Theaters wechselte Souradny 1956 zum VEB Leipzig-Projekt, wo er bis zu seinem Ruhestand 1970 bei unterschiedlichen Hochbauprojekten tätig war.

## Bauten (Auswahl)
- 1950–1951: Friedrich-Friesen-Schwimmstadion im Volkspark Friedrichshain, 1999 abgerissen
- ab 1951: Blöcke F Nord und Süd der Stalinallee, heute Karl-Marx-Allee 132–143
- 1951–1952: Schwimmstadion auf dem Sportforum in Leipzig, 2004 mit Ausnahme der Nordtribüne abgerissen
- 1954–1956: Zentralstadion auf dem Sportforum in Leipzig
- 1955–1956: Schauspielhaus in Leipzig (mit Rolf Brummer und Franz Herbst)

## Schriften
- Die künstlerische Gestaltung des Bauabschnittes F an der Stalinallee. in: DA (1953), Nr. 1, S. 6–12